# Prepona phaedra
Prepona phaedra är en fjärilsart som beskrevs av Frederick DuCane Godman och Osbert Salvin 1884. Prepona phaedra ingår i släktet Prepona och familjen praktfjärilar. Inga underarter finns listade i Catalogue of Life.